# Johann I. (Wittgenstein)
Johann I. von Sayn, Graf zu Wittgenstein, Herr zu Homburg (* um 1354; † 1412 auf Schloss Wittgenstein) war der erste Nachkomme des Adelsgeschlechts Sayn-Wittgenstein und ab 1384 Regent der Grafschaft Wittgenstein.

## Leben
Johann I. war der ältere von mehreren Söhnen des Salentin von Sayn, Graf zu Wittgenstein (1320–1391) und seiner Ehefrau, der Erbgräfin Adelheid von Wittgenstein († um 1363). Hinsberg erwähnte, dass er von seinen Zeitgenossen Henne Salentin genannt worden sei. Er wurde schon recht früh in die finanziellen Sorgen des Vaters einbezogen und bereits im Alter von 13 Jahren als Vertragsteilnehmer erwähnt: Im Jahr 1367 verpfändeten Graf Salentin von Sayn und sein Sohn Johann für eine Schuld von 3430 Gulden die Hälfte von Schloss Wittgenstein, der Stadt Laasphe und die halbe Grafschaft an Johann II. von Solms. Zuvor hatte Johann von Solms Graf Salentin, den Schwager seines Bruders Dietrich von Solms gefangen genommen und erst gegen ein Lösegeld von 3000 Goldgulden an Johann sowie eine jährliche Zahlung von 60 Gulden an dessen Bruder Dietrich freigelassen.
Nachdem sein Vater 1384 resignierte, übernahm Johann die Regentschaft in der Grafschaft Wittgenstein, die er von Schloss Wittgenstein her ausübte. Johann war ebenfalls bemüht, sein Territorium auszubauen und gelangte im gleichen Jahr an der Ostgrenze seiner Grafschaft in den Besitz von Schloss Richstein. Er erhielt die Burg 1384 durch Landgraf Hermann von Hessen, der sie ihm „wegen geleisteter Dienste“, die nicht weiter spezifiziert werden, als Mannlehen übereignete. Sie ist, obwohl später wegen finanzieller Nöte mehrfach verpfändet, seit dieser Zeit fest in der Hand der Wittgensteiner Grafen geblieben. Johann nutzte die Streitigkeiten des Hessischen Landgrafen mit dem Mainzer Erzbischof Adolf von Nassau auf seine Weise, indem er mehrfach in fremde Territorien einfiel und dort Raubzüge unternahm. Dabei fiel er auch in Ungnade des hessischen Landgrafen, der sich 1390 mit dem Grafen Johann von Nassau-Dillenburg, den Rittern Gerlach von Breidenbach und Kraft von Hatzfeld zu einem Schutz- und Beistandsbündnis entschloss, um gegen Johann gewaltsam vorzugehen. Als Johann 1392 in Ebersbacher und Dillenburger Gebiet einfiel, wurde er überwältigt und in Dillenburg eingesperrt, bis er im Vertrag vom 28. Juni 1392 Urfehde schwören, dem Grafen von Nassau das Offenrecht für alle Schlösser und Burgen einräumen und ihm sogar das Jagd- und Fischereirecht in der gesamten Grafschaft Wittgenstein gestatten musste. Johann hielt sich jedoch nur teilweise an seine Versprechungen, hatte später weitere Raubzüge unternommen und noch manche Fehde geführt. Aus Johanns Regierungszeit sind eine Reihe von Urkunden überliefert, die seine Geschäfte, aber auch seine Finanznöte spiegeln:
1403 beurkundete Rutger von dem Nygenhove, ein Adliger aus dem Raum Lüdenscheid, dass er Johann Grafen von Sayn einen guden alten steden für 14 Tage übergebe.
1408 bekennt Conrad von Rüspe, dass er vom Grafen Johann gentzlich vnd wolbetzalt worden sei.

## Familie

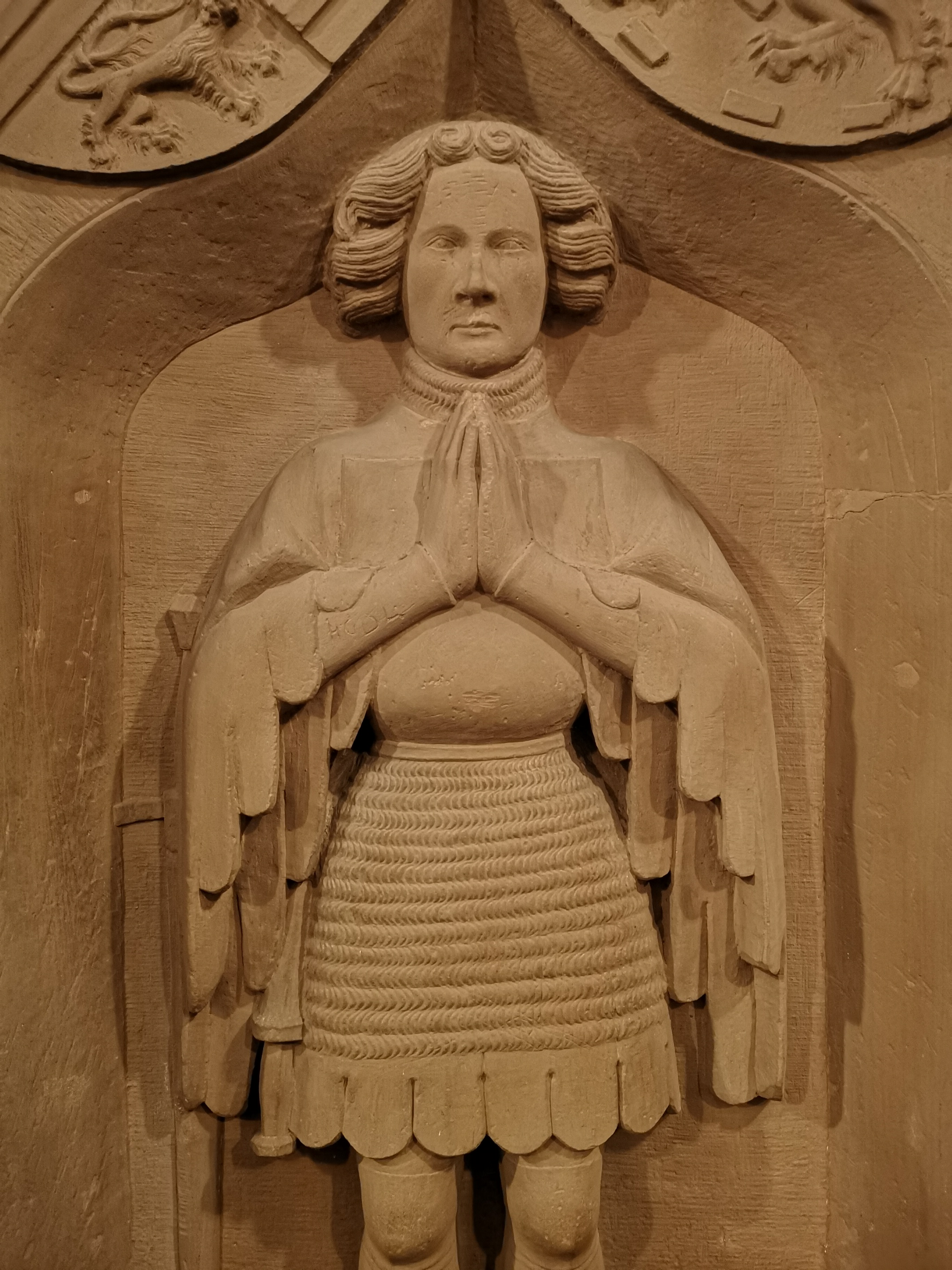
Epitaph des Grafen Johann von Sayn, Graf zu Wittgenstein in der ev. Kirche Bad Laasphe.

Johann I. heiratete etwa 1390 Katharina, eine Gräfin von Solms-Burgsolms († nach 1412), Tochter von Johann IV. zu Solms-Burgsolms und seiner Ehefrau, Gräfin Elisabeth zu Solms-Braunfels. Aus der Ehe gingen die vier Söhne Johann II. (1391–1431), der spätere Erbe, dessen Nachfolger Georg I. (1392–1469), sowie die Brüder Goddard II. und Werner hervor, die später geistliche Ämter anstrebten. Dazu stammen noch mehrere Töchter aus der Ehe Johanns mit Katharina von Solms-Burgsolms. Johann I. starb im Jahr 1412 im Alter von etwa 58 Jahren. In der evangelischen Kirche zu Laasphe, in der er beerdigt wurde, befindet sich ein Sandstein-Epitaph des Grafen Johann.